# Metis (satélite)
Metis, también conocido como Júpiter XVI, es el satélite más cercano a la superficie de Júpiter. Fue descubierto en 1979 en imágenes enviadas por la sonda espacial Voyager 1. En 1983 la Unión Astronómica Internacional lo nombró oficialmente como Metis, en referencia a la Titánide que fue la primera esposa de Zeus y madre de Atenea. Las observaciones adicionales realizadas entre principios de 1996 y septiembre de 2003 por la sonda Galileo permitieron capturar la superficie de la luna en imágenes.
Metis está en órbita anclada por las mareas de Júpiter, y su forma es muy asimétrica: su diámetro mayor es casi del doble de largo que el menor. Su órbita se encuentra dentro del anillo principal de Júpiter, y se cree que es un contribuyente importante al material de los anillos.

## Descubrimiento y observaciones

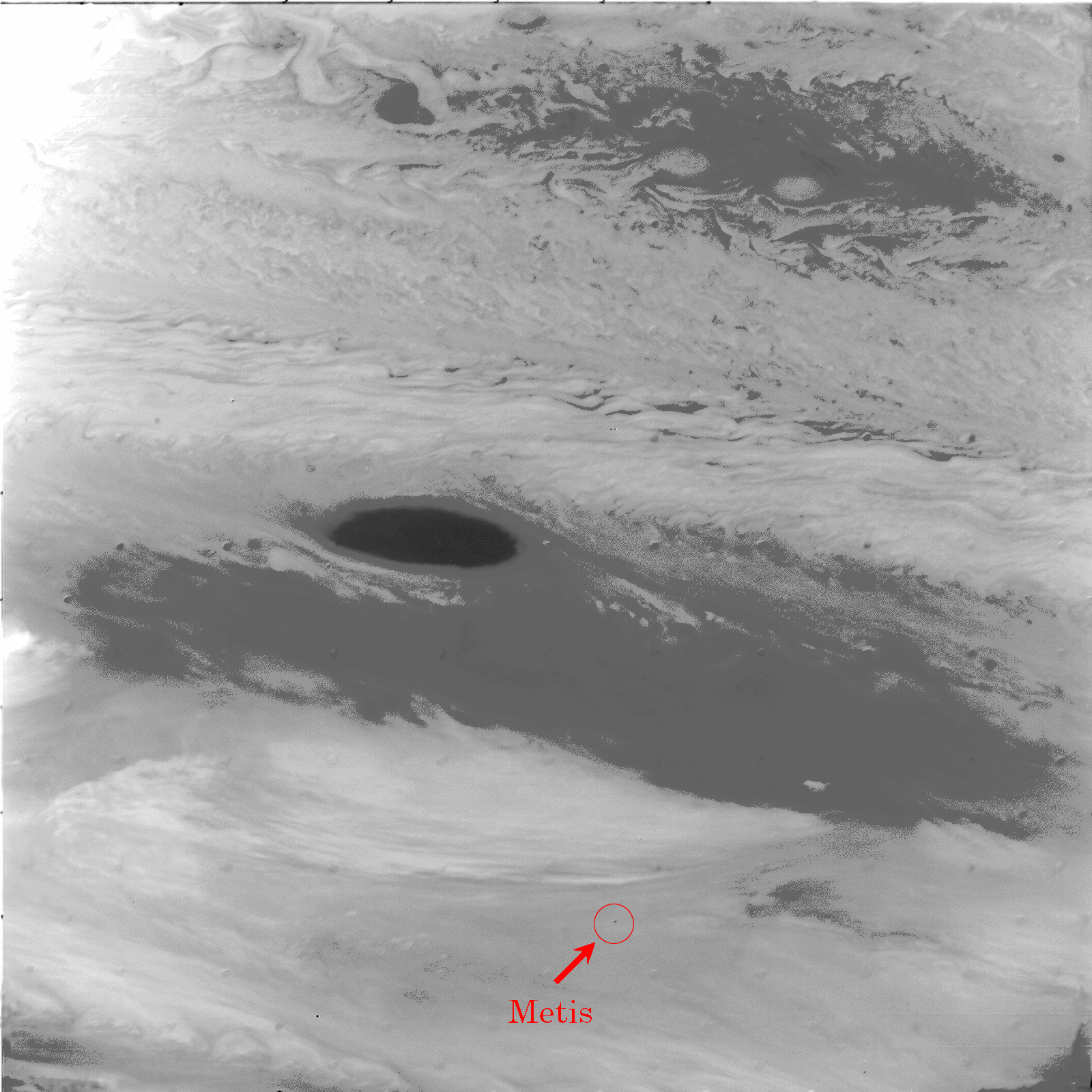
Imagen del descubrimiento de Metis por la Voyager 1 el 4 de marzo de 1979, que muestra la diminuta silueta de la luna contra el fondo de las nubes de Júpiter.

Metis fue descubierto en 1979 por Stephen Synnott en las fotografías tomadas por la sonda Voyager 1 durante su acercamiento a Júpiter y fue designado provisionalmente como S/1979 J 3. En 1983 fue nombrado oficialmente Metis en honor a la Titánide del mismo nombre, que fue la primera esposa de Zeus (Júpiter en la mitología griega). Se supo poco sobre Metis a partir de las imágenes tomadas por la Voyager 1, porque solo se lo veía como un punto. Hubo que esperar a la llegada de la sonda Galileo en 1988, que fotografió casi toda su superficie y puso restricciones sobre su composición para 1998.
Aunque la sonda Juno, que llegó a Júpiter en 2016, contaba con la cámara llamaba JunoCam, esta se centraba casi exclusivamente en la observación de Júpiter. Durante las observaciones cercanas de Júpiter, pudo capturar imágenes lejanas de sus lunas mas cercanas, Metis y Adrastea.

## Características físicas

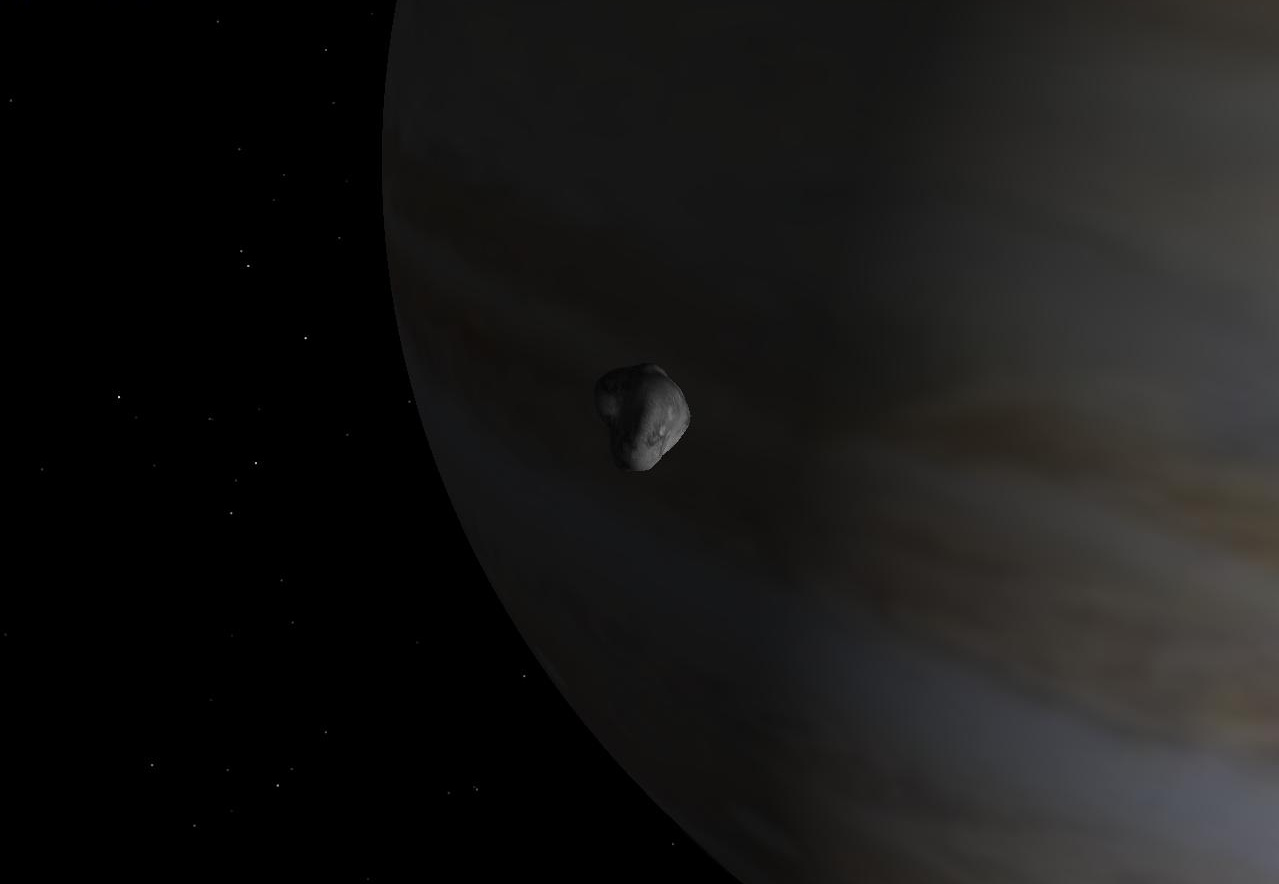
Metis

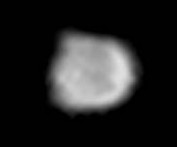
Metis fotografiada por Galileo el 4 de enero de 2000

El satélite tiene una forma irregular y, con las dimensiones de 60 × 40 × 34 km³, lo que la convierte en la segunda luna interior de Júpiter más pequeña. Su superficie se estima aproximadamente entre los 5800 y 11 600 km² (aprox. 8700). La composición y la masa de Metis no se conocen, pero suponiendo que su densidad media sea igual que la de Amaltea (aprox. 0.86 g/cm³), su masa sería unos 3.6 × 1016 kg. Esta densidad implicaría que está compuesto por hielo con una porosidad de 10-15 %.
La superficie de Metis está llena de cráteres, es oscura y parece ser de color rojizo. Existe una considerable diferencia entre los hemisferios delantero y trasero: el primero es 1.3 veces más brillante que el segundo. La causa de esta asimetría es probablemente la mayor velocidad y frecuencia de los impactos en el hemisferio delantero, que dejan al descubierto material más reflexivo (presumiblemente hielo) del interior de la luna.

## Órbita

Metis orbitando en el borde del anillo principal de Júpiter, según la imagen obtenida por la sonda New Horizons el 24 de febrero de 2007

Júpiter tiene un grupo de cuatro satélites pequeños interiores de los cuales Metis es el más interno. Su órbita se sitúa a una distancia aproximada de 128 000 km (1.79 veces el radio del planeta) dentro del anillo principal de Júpiter, tiene una excentricidad aproximada de 0.0002 y una inclinación relativa al ecuador del planeta de unos 0.06°. Debido al acoplamiento de marea, Metis rota sincrónicamente con su período orbital, con su eje más largo alineado hacia Júpiter.
Metis se encuentra dentro del radio de la órbita sincrónica de Júpiter, al igual que Adrastea, y las fuerzas de marea lentamente causan que su órbita decaiga. Si la densidad de Metis es similar a la de Amaltea, su órbita se encuentra dentro de su límite de Roche para cuerpos deformables. Sin embargo, dado que no se ha desintegrado, debe de estar fuera de su límite de Roche para cuerpos rígidos.
Es una de las tres lunas en el sistema solar que orbitan alrededor de su planeta en menos de lo que dura un día en el mismo. Las otras dos son Adrastea y Fobos, acompañante de Marte.

## Relación con los anillos de Júpiter
La órbita de Metis se encuentra a unos 1000 km dentro del anillo principal de Júpiter, en el interior de una brecha del anillo de unos 500 km de anchura. La relación entre la luna y la existencia de la fractura del anillo es por tanto evidente, aunque no se ha establecido su motivo. Al igual que los demás satélites del Grupo de Amaltea, Metis suministra una parte significativa de polvo al anillo principal, a partir del material eyectado en las colisiones con meteoritos; este material se dispersa en vez de caer de nuevo a la luna porque, debido a su baja densidad, la superficie está bastante cerca del borde de su esfera de Hill.